# Fulminante (poema)
Fulminante (em polonês/polaco:  Fulminant) é um poema de Cyprian Kamil Norwid escrito em 1863.

## Sobre o poema
A obra foi escrita no final de 1863, no contexto de revoltas sangrentas e brutais repressões czaristas como complemento ao poema Escravidão. Ambas as obras foram publicadas em 1864, em Leipzig, por A. F Brockahusa. Fulminant foi escrito em paralelo com as numerosas notas e memoriais da revolta de Norwid, e muitas das imagens e frases ali incluídas foram incluídas na obra; por exemplo, uma lista de antigos filósofos e cientistas que participaram na guerra, ou uma menção ao Congresso de Paz planejado por Napoleão III para novembro de 1863.
O poema foi escrito em rima de onze sílabas e tem 196 versos. O autor dividiu a obra em 14 capítulos curtos. O título foi criado a partir do latim fulminans, que significa estrondoso, trovejante. O lema em francês é um fragmento das memórias de um oficial francês das campanhas italianas e diz: Um soldado ganha muito poder e autoconfiança se conhecer o inimigo e sua forma de lutar; o pânico geralmente surge da ignorância das coisas.

## Conteúdo

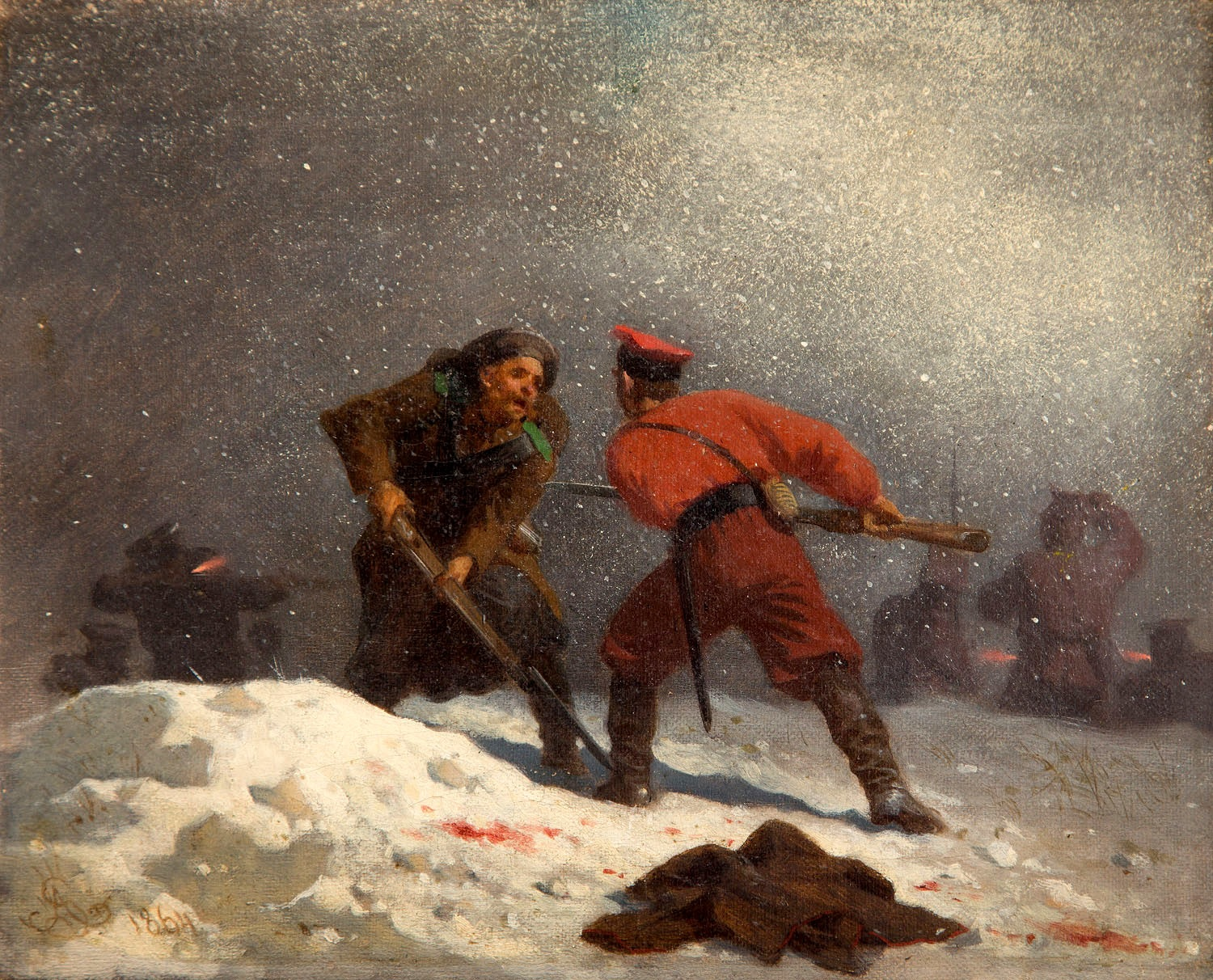
Luta, de Artur Grottger em 1864.

Uma canção condenada a gemidos errantes não pode ser silenciada se a espada da guerra for erguida sem pensamento, verdade e reverência. Tal espada deve quebrar-se diante dele e de sua consciência. Para o acerto da guerra não basta nenhuma razão, apenas aquela que possa levar uma canção, tamanha dor que desaguará em salmo, loucura que gruda na lira e fortaleza que não desmaia diante do coração, porque só elas trazem Esperança. Todas as outras razões são knut (um chicote russo). Por causa das uniões insinceras que são tentadas, as feridas da humanidade apodrecem e o amor deve queimá-las com fogo e cortá-las com a espada. É daí que vem a guerra, atingindo o simples soldado.
Se o homem conhecesse o valor da vida e estivesse vigilante, não adiando para a posteridade o que deve ser feito agora, esta ferida desapareceria. Mas tal movimento popular de boa vontade ainda está escondido do mundo pelos loureiros ou pelas oliveiras, e o ministro não tem nenhum portfólio onde possa aprender o que é a ira de Deus. Ninguém tenta impedir a eclosão da guerra até que a ira de Deus abale os alicerces dos falsos edifícios e transforme o riso em medo. Todo ser então começa a pensar no propósito e o tempo na eternidade. Mas o ministro mesmo assim considera isso uma necessidade. É por isso que esses Calvários se repetem, invadindo o céu com um derramamento de sangue. E é para isso que servem as guerras.
Quem pergunta de onde vem a guerra e por que ainda é um cavaleiro. Outros esconderam seu erro na glória. O objetivo desses vândalos é o medo e, coincidentemente, a força. Há palavras ditas antes da guerra que trazem sangue depois da guerra. Portanto, a Verdade ainda deve estar vigilante, pois Minerva ainda deve usar armadura. Feliz é aquele que ouve o toque da buzina e reconhece que estava apenas de guarda, que sabe controlar a sua raiva. Ele poderá ficar sem tempo e sem comida, poderá morrer, mas não perderá a causa pela qual luta. No final, porém, o coração dos nobres ficará endurecido e o amor partirá para a vida após a morte, incapaz de suportar a fornicação, o que de alguma forma o salvará e lhe dará poder. O dia do julgamento chegará. O poeta odeia a escravidão justamente porque tem vergonha de mostrar seu coração aos vândalos. Desde o primeiro momento de sua vida, sem coração, mas como uma espada, ele abriga o ódio que surgiu nele antes que o amor pudesse crescer. E assim deve ser com os malditos, os assassinos do Espírito Santo ou seus vendedores ambulantes. Deus os punirá antes que ele possa confessar isso a Ele.
Um cavaleiro deveria saber o que é a guerra. Na luta estavam Sócrates e Platão e o calmo Arquimedes. Pitágoras estava traçando um plano de guerra, e César estava escrevendo um poema  enquanto marchava para a Espanha. Hoje, uma mania reina suprema: empalar e matar. Cem mil pessoas morrem e a causa é desconhecida. A guerra foi despojada de poesia antiga, não foi introduzida sob a bandeira do Cristianismo, e não se sabe de quem é a bandeira que segue. Cada pensamento parece um fardo numa época que se esqueceu da tirania dos drusos  e caiu na tirania dos citas, cem vezes pior. O cenário da história ainda exige sangue novo, a hoste eterna de Cristo transformou-se em acampamento, o coração humano, em vez de uma carta eterna, tornou-se o pêndulo dos tempos, e o soldado tornou-se um monge da loucura no final dias, quando o demônio da mentira cai numa hecatombe. E isso deveria ser História? 
A raiva humana canalizada para a música, a vodca e o terror cria soldados, jovens desumanizados para quem o regimento é um pai, a guarita é uma igreja e uma mulher é uma piada. Tudo o que é sublime parece ridículo para esta horda medieval. Ele não pode ir mais longe, porque é impossível despertar o fervor santo com luxúria e ameaças. Ele aceitará a letra da lei, mas não a cumprirá, criando um nó górdio de mentiras que o líder procurará a sua solução com uma bala na cabeça.  Os soldados vão repreendê-lo, mas é impossível falar com ele porque não lhe é permitido pensar. Existe outra raiva que não surge do sangue. Tem formato de pomba e ferrão místico. Surge quando o coração, sofrendo por um longo período de tempo, se transforma em um órgão de maldade. É um estado e um tempo. Ele não se vinga porque cai de cima como um raio. Marco Aurélio falou sobre ele aos senadores romanos, mas o Senado de hoje nada sabe sobre ele até que ele acorde em chamas e sangue!... 

## Recepção do poema
O trabalho foi elogiado pelos críticos do Entre-Guerras. Stanisław Cywiński (1924) elogiou o poeta por sua análise profunda dos conflitos internacionais que levaram à guerra. Zenon Przesmycki (1932) comentou a obra com espírito semelhante. Zygmunt Falkowski (1933) viu elementos de guerra espacial em Fulminant. Apenas Manfred Kridl (1936) reclamou que a obra era interessante, mas difícil de desvendar e abstrair.